# Dyslocosaurus
Dyslocosaurus polyonychius
Genre
Espèce
Dyslocosaurus est un genre éteint de dinosaures sauropodes diplodocoïdes, de la famille des Dicraeosauridae. Il vivait au cours du Jurassique supérieur, en Amérique du Nord où il a été découvert dans le Wyoming, probablement dans la formation de Morrison.
Une seule espèce est rattachée au genre : Dyslocosaurus polyonychius, décrite par John Stanton McIntosh, William Coombs et Dale Russell en 1992.

## Étymologie
Le nom générique provient du grec « dys » (« mauvais, pauvre ») et du latin « locus » (« place »), signifiant « lézard difficile à situer » qui fait référence à la difficulté de situer l'origine des fossiles découverts. Le nom spécifique est tiré du grec « polys » (« plusieurs ») et « onyx » (« griffe »), pour indiquer le nombre remarquable supposé de griffes (4 voire 5) à l'extrémité de ses pattes.

## Découverte
L'espèce type est basée sur l'holotype AC 663, recueilli par Frederic Brewster Loomis et faisant désormais partie de la collection du Beneski Museum of Natural History (en). 
Il s'agit de restes partiels et déconnectés de membres d'un sauropode avec des griffes. Leur origine est mal connue, ils proviendraient du comté de Lance Creek dans l'état du Wyoming, d'où la confusion ayant longtemps fait croire qu'ils avaient été découverts dans la formation géologique de Lance Creek datant de la fin du Crétacé supérieur (Maastrichtien).
John Stanton McIntosh a eu connaissance de ce fossile en 1963, mais ce n'est qu'en 1992 qu'il décrit les fossiles et nomme l'espèce.

## Description
Au vu de la rareté des fossiles, la taille de l'animal est difficile à apprécier, Thomas Holtz l'estime à environ 18 mètres pour une masse de l'ordre de 6 tonnes.
Les inventeurs de l'espèce en 1992 ont considéré qu'il s'agissait de restes fossiles d'un sauropode diplodocidé. Ils ont déduit qu'il ne pouvait donc pas être d'âge Crétacé et ont donc inféré qu'il provenait probablement des formations géologiques régionales du Jurassique supérieur, soit la formation de Morrison ou soit, avec une probabilité plus faible, la formation de Cloverly. Dyslocosaurus serait alors le seul diplodocidé portant 4 voire 5 griffes par patte.
Le regroupement des fossiles décrits par McIntosh et attribués à Dyslocosaurus polyonychius a été remis en cause par Paul Sereno et Jeffrey A. Wilson en 1998 qui considèrent qu'il s'agit d'une chimère paléontologique, un mélange de membres de titanosauriens et de phalanges de théropodes.
En 2015, Emanuel Tschopp et ses collègues révisent la taxonomie des Diplodocidae, ils pointent qu'une des phalanges du pied faisant partie de l'holotype AC 663 n’apparaît pas appartenir au même ensemble d'os fossiles au vu de son type de préservation et de sa coloration. Ceci remet en cause le fait que Dyslocosaurus pouvait posséder plus de trois griffes par pied. Malgré l'aspect partiel et fragmentaire des autres os de l’holotype, ils en concluent que l'animal appartient à la famille des Dicraeosauridae. Dyslocosaurus serait ainsi le second genre de dicraeosauridés du continent nord-américain ainsi que le plus ancien de cette famille avec le genre Suuwassea.

## Classification

### Cladogramme
Le cladogramme ci-dessous, limité aux Dicraeosauridae, est issu de l'analyse phylogénétique des Diplodocoidea réalisée par Emanuel Tschopp, Octavio Mateus et Roger B.J. Benson en 2015. Dyslocosaurus y apparait comme le plus basal des dicraeosauridés :
|  | Suuwassea emilieae     |
|  |                        |
|  | Dystrophaeus viaemalae |
|  |                        |

|  | Brachytrachelopan mesai                                                          |
|  |                                                                                  |
|  | \| \| Amargasaurus cazaui \| \| \| \| \| \| Dicraeosaurus hansemanni \| \| \| \| |
|  |                                                                                  |
|  | Amargasaurus cazaui                                                              |
|  |                                                                                  |
|  | Dicraeosaurus hansemanni                                                         |
|  |                                                                                  |

|  | Amargasaurus cazaui      |
|  |                          |
|  | Dicraeosaurus hansemanni |
|  |                          |

|  | Suuwassea emilieae     |
|  |                        |
|  | Dystrophaeus viaemalae |
|  |                        |

|  | Brachytrachelopan mesai                                                          |
|  |                                                                                  |
|  | \| \| Amargasaurus cazaui \| \| \| \| \| \| Dicraeosaurus hansemanni \| \| \| \| |
|  |                                                                                  |
|  | Amargasaurus cazaui                                                              |
|  |                                                                                  |
|  | Dicraeosaurus hansemanni                                                         |
|  |                                                                                  |

|  | Amargasaurus cazaui      |
|  |                          |
|  | Dicraeosaurus hansemanni |
|  |                          |

|  | Suuwassea emilieae     |
|  |                        |
|  | Dystrophaeus viaemalae |
|  |                        |

|  | Brachytrachelopan mesai                                                          |
|  |                                                                                  |
|  | \| \| Amargasaurus cazaui \| \| \| \| \| \| Dicraeosaurus hansemanni \| \| \| \| |
|  |                                                                                  |
|  | Amargasaurus cazaui                                                              |
|  |                                                                                  |
|  | Dicraeosaurus hansemanni                                                         |
|  |                                                                                  |

|  | Amargasaurus cazaui      |
|  |                          |
|  | Dicraeosaurus hansemanni |
|  |                          |

|  | Suuwassea emilieae     |
|  |                        |
|  | Dystrophaeus viaemalae |
|  |                        |

|  | Brachytrachelopan mesai                                                          |
|  |                                                                                  |
|  | \| \| Amargasaurus cazaui \| \| \| \| \| \| Dicraeosaurus hansemanni \| \| \| \| |
|  |                                                                                  |
|  | Amargasaurus cazaui                                                              |
|  |                                                                                  |
|  | Dicraeosaurus hansemanni                                                         |
|  |                                                                                  |

|  | Amargasaurus cazaui      |
|  |                          |
|  | Dicraeosaurus hansemanni |
|  |                          |